# Tarcisio Bertone
Tarcisio Pietro Evasio Bertone (Romano Canavese, 2 dicembre 1934) è un cardinale, arcivescovo cattolico e teologo italiano.

## Biografia
Nasce a Romano Canavese, in provincia di Torino e diocesi di Ivrea, il 2 dicembre 1934, quinto di otto figli.

### Formazione e ministero sacerdotale
Frequenta lo storico oratorio di Valdocco a Torino. Nella stessa città frequenta il Liceo Salesiano Valsalice e gioca a calcio nel ruolo di terzino.
Dopo la maturità comincia il noviziato presso la Società salesiana di San Giovanni Bosco a Pinerolo, emette la sua prima professione religiosa il 3 dicembre 1950.
È ordinato presbitero il 1º luglio 1960 per l'imposizione delle mani del vescovo di Ivrea Albino Mensa.
Viene inviato a perfezionare gli studi teologici a Torino, dove ottiene la licenza in teologia con una dissertazione sulla tolleranza e la libertà religiosa, continua gli studi a Roma, dove ottenne la licenza e il dottorato in diritto canonico con una ricerca su Il governo della Chiesa nel pensiero di Benedetto XIV - Papa Lambertini (1740-1758).
A partire dal 1967 insegna Teologia morale all'ateneo salesiano di Roma, che nel 1973 diventa Università Pontificia Salesiana; insegna anche Diritto internazionale e Diritto dei minori per molti anni nella stessa università. Collabora all'ultima fase della revisione del Codice di Diritto canonico e svolge un'intensa attività promozionale per la sua ricezione nelle Chiese particolari. Nel 1988 fa parte del gruppo di sacerdoti che accompagna l'allora cardinale Joseph Ratzinger nelle trattative per la riconciliazione con monsignor Marcel Lefebvre.
Nel 1989 diventa rettore magnifico dell'Università Pontificia Salesiana.

### Ministero episcopale e cardinalato

#### Arcivescovo di Vercelli
Il 4 giugno 1991 papa Giovanni Paolo II lo nomina arcivescovo metropolita di Vercelli, la più antica diocesi del Piemonte; succede ad Albino Mensa, dimessosi per raggiunti limiti di età. Il 1º agosto successivo riceve l'ordinazione episcopale, nella cattedrale di Vercelli, dall'arcivescovo Albino Mensa, suo predecessore, co-consacranti Luigi Bettazzi, vescovo di Ivrea, e Carlo Cavalla, vescovo di Casale Monferrato. Durante la stessa celebrazione prende possesso dell'arcidiocesi.

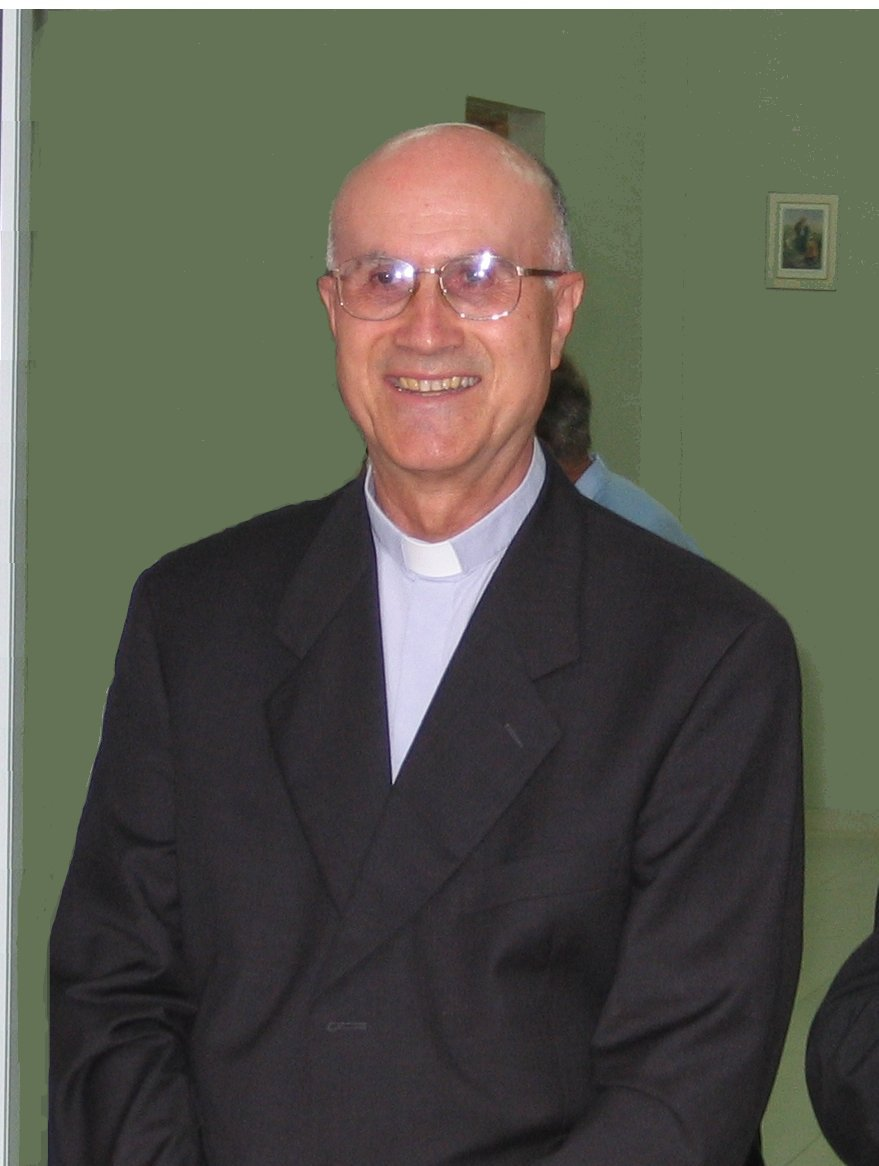
Tarcisio Bertone nel 2004.

Il 28 gennaio 1993 è eletto presidente della Commissione ecclesiale giustizia e pace in seno alla Conferenza Episcopale Italiana.

#### Segretario della Congregazione per la dottrina della fede
Il 13 giugno 1995 è nominato segretario della Congregazione per la dottrina della fede, in Vaticano, dove collabora strettamente con il cardinale Joseph Ratzinger, poi papa Benedetto XVI, allora prefetto della stessa. Nel 1997 controfirma la notificazione con la quale veniva annunciata la scomunica "latae sententiae" per il teologo cingalese Tissa Balasuriya, scomunica decaduta l'anno successivo a seguito della ritrattazione del teologo, e successivamente collabora alla stesura della dichiarazione Dominus Iesus; durante il Giubileo del 2000 è incaricato da papa Giovanni Paolo II della pubblicazione della terza parte del "segreto" di Fátima; da allora ha avuto modo di parlare direttamente con la veggente Suor Lucia di Fatima diverse volte.
Nel 2001 gli viene affidato il caso del ritorno alla Chiesa cattolica dell'arcivescovo Emmanuel Milingo, che si era sposato con Maria Sung, un'adepta della Chiesa dell'unificazione del reverendo Sun Myung Moon. Il documento dal titolo Nota sul valore dei Decreti dottrinali concernenti il pensiero e le opere del rev.do sac. Antonio Rosmini Serbati, con cui il percorso verso la beatificazione di Antonio Rosmini si è reso più facile fino ad arrivare alla beatificazione nel 2007, porta la sua firma e quella dell'allora cardinal Ratzinger.

#### Arcivescovo di Genova
Il 10 dicembre 2002 papa Giovanni Paolo II lo nomina arcivescovo metropolita di Genova, prende possesso dell'arcidiocesi il 2 febbraio 2003.
Il 21 ottobre 2003 papa Giovanni Paolo II lo crea cardinale presbitero di Santa Maria Ausiliatrice in via Tuscolana, diaconia elevata pro hac vice a titolo presbiterale; ne prende possesso il 24 marzo 2004.
Il 20 luglio 2004 presenzia accanto al Presidente della Repubblica Italiana Carlo Azeglio Ciampi, al ministro della difesa Antonio Martino e al Capo di Stato Maggiore della Marina Biraghi, al varo della portaerei Cavour.

#### Segretario di Stato di Sua Santità
Il 22 giugno 2006 papa Benedetto XVI lo nomina Segretario di Stato della Santa Sede; succede al cardinale Angelo Sodano, dimissionario per raggiunti limiti d'età (come prescrive il Codice di diritto canonico): si ricostituisce in tal modo il tandem Ratzinger-Bertone che aveva già guidato la Congregazione per la dottrina della fede durante il pontificato di papa Giovanni Paolo II. Il 15 settembre successivo prende possesso del suo ufficio. In qualità di Segretario di Stato è anche presidente della Commissione interdicasterale per le Chiese particolari, presidente della Commissione interdicasterale per le Chiese in Europa orientale e cardinale protettore della Pontificia accademia ecclesiastica.
Il 4 aprile 2007 è stato nominato Camerlengo di Santa Romana Chiesa da papa Benedetto XVI: con questo incarico assume il governo ordinario della Chiesa in caso di morte o rinuncia del pontefice in carica.
Il 1º luglio 2007 va in visita al santuario di Nostra Signora di Montallegro in occasione del 450º anniversario dell'apparizione della Madonna, apparsa il 2 luglio 1557.
Il 10 maggio 2008 papa Benedetto XVI lo promuove all'ordine dei cardinali vescovi con il titolo della sede suburbicaria di Frascati; succede così a Alfonso López Trujillo, deceduto 20 giorni prima.

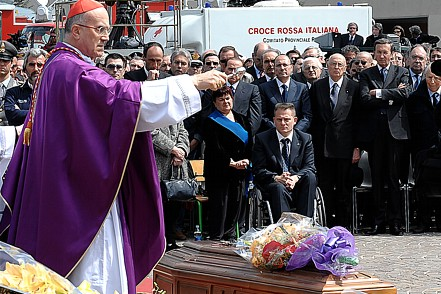
Il cardinale Bertone ai funerali di Stato per le vittime del Terremoto dell'Aquila del 2009.

Il 10 aprile 2009 celebra i funerali di stato per le vittime del terremoto in Abruzzo.
Al compimento del settantacinquesimo anno di età presenta le sue dimissioni per raggiunti limiti d'età al papa, il quale il 15 gennaio 2010 gli comunica per iscritto di non voler rinunciare alla sua "preziosa collaborazione".

Lo stemma del cardinale durante la sede vacante del 2013.

Il 28 febbraio 2013, a seguito della rinuncia all'ufficio di romano pontefice di papa Benedetto XVI, cessa dall'ufficio di Segretario di Stato, in conformità ai canoni del Codice di Diritto Canonico, ma assume, in qualità di Camerlengo, la funzione di governo ordinario della Chiesa fino all'elezione del nuovo papa, avvenuta il 13 marzo. Il 16 marzo papa Francesco lo conferma nell'ufficio di segretario di Stato donec aliter provideatur, cioè: "fino a che non venga disposto diversamente", ovvero fino alla nomina di un successore.
Il 31 agosto 2013 papa Francesco accetta la sua rinuncia per raggiunti limiti di età, chiedendogli però di rimanere fino al 15 ottobre seguente: gli succede Pietro Parolin, nunzio apostolico in Venezuela.
Il 2 dicembre 2014, al compimento degli ottant'anni, perde il diritto di entrare in conclave, nonché il titolo di camerlengo.

## Posizioni teologiche, morali, sociali e su temi politici

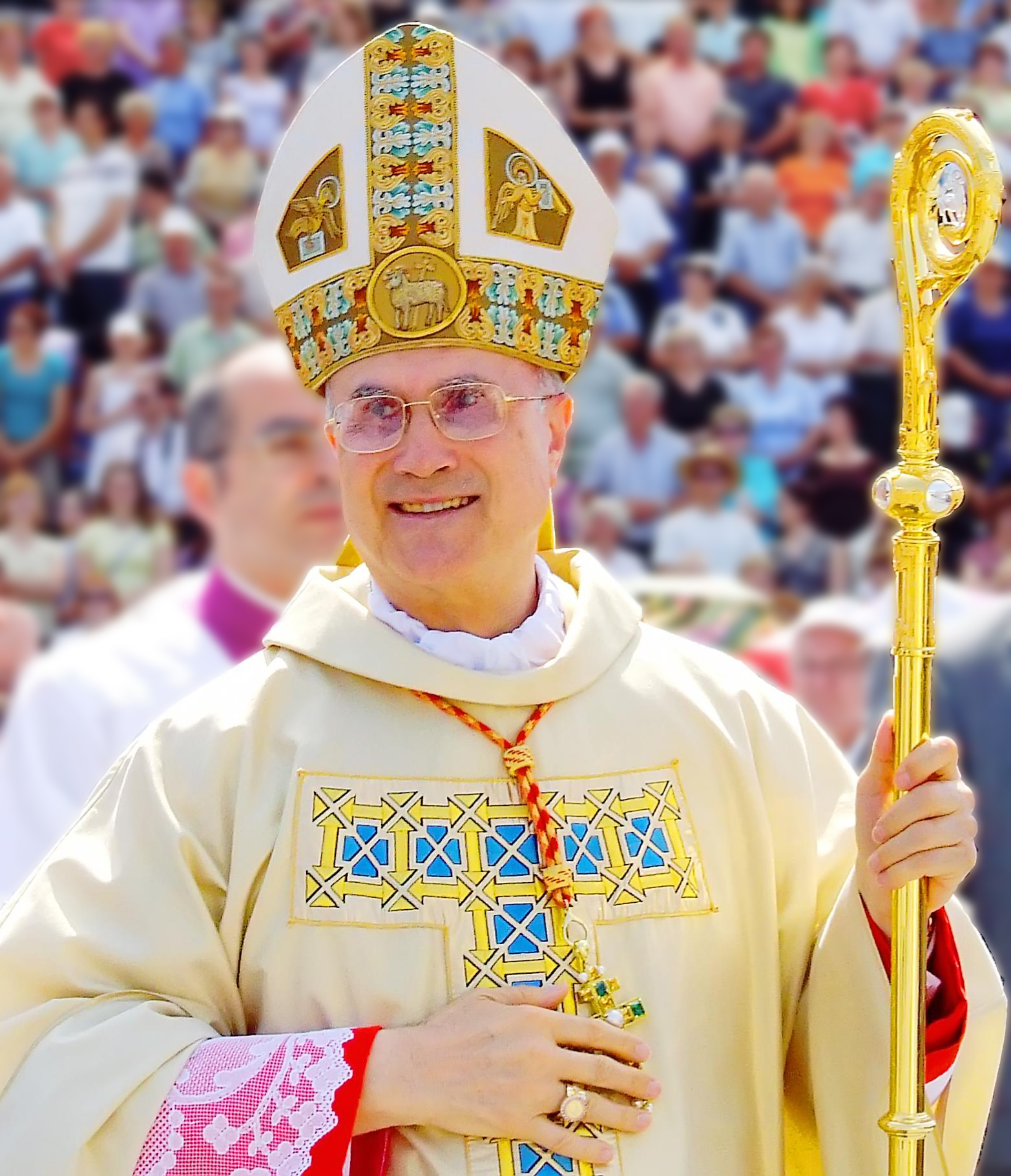
Il cardinale Bertone alla chiusura del congresso eucaristico nazionale della Slovenia e beatificazione di Alojzij Grozde, 13 giugno 2010

### La polemica sulla fiction di papa Luciani
In un'intervista apparsa a pagina 5 del quotidiano della C.E.I. Avvenire il 26 ottobre 2006, Bertone ha modo di esprimere il proprio disappunto riguardo alla fiction di Rai 1 Papa Luciani - Il sorriso di Dio, accusandola di parzialità nel modo in cui venivano presentate la Curia romana e le ipotesi sulla morte di papa Giovanni Paolo I, con queste dichiarazioni: «capisco che in ogni buon film alla figura del buono si debba sempre contrapporre quella del cattivo e dei cattivi, [...] e purtroppo anche a tale fiction non è sfuggita questa legge non scritta. E così tra i cattivi abbiamo ritrovato l'immancabile arcivescovo Paul Marcinkus, vari cardinali ed un po' tutta la Curia...».

### Dichiarazioni sull'omosessualità
In merito allo scandalo dei preti pedofili in Irlanda Tarcisio Bertone dichiara che degli studi scientifici affermano che la pedofilia è collegata all'omosessualità, e non ha niente a che vedere con il celibato. Il cardinale non specifica comunque a quali studi facesse riferimento, essendo la teoria delle parafilie ritenuta superata da tempo. L'affermazione causa forti polemiche da parte di esponenti della comunità LGBT e della politica e la tesi è negata dall'Associazione Italiana Psicologi e Psichiatri Cattolici.
In seguito alla condanna delle sue parole da parte del Ministero degli Esteri francese la Sala Stampa della Santa Sede interviene precisando che l'intervento del cardinale era relativo alla «problematica degli abusi da parte di sacerdoti e non nella popolazione in generale» e che le statistiche relative ai crimini di pedofilia indicassero come il 60% dei casi riscontrati fosse «riferito a individui dello stesso sesso».
Le dichiarazioni provocano ampie proteste in Italia, Cile, Argentina, Stati Uniti, Gran Bretagna, Germania, Francia, Bulgaria e altre nazioni.

### La vicenda di padre Murphy
Il 26 marzo 2010 il New York Times rende pubblica la corrispondenza risalente alla fine degli anni novanta tra il Vaticano e l'arcidiocesi di Milwaukee (Wisconsin, Stati Uniti d'America) riguardo agli atti di pedofilia compiuti da padre Lawrence C. Murphy nell'istituto per sordi St. John di Milwaukee dal 1950 al 1974. Una di queste carte è un verbale di una discussione in Curia presieduta dal card. Bertone su Lawrence Murphy pochi mesi prima del suo decesso. Stando a questo verbale, richiesto dall'arcivescovo di Milwaukee, si decise che, malgrado avesse confessato di aver abusato (in confessionali e dormitori) di circa 200 minori, a padre Murphy non venisse tolto l'abito talare, anche perché prossimo al decesso; la giustizia civile aveva invece archiviato il caso già nel 1970.
Padre Murphy muore, da prete, nel 1998. Quando l'arcidiocesi di Milwaukee ne informa il Vaticano, spiegando che, contrariamente agli accordi, i funerali del sacerdote erano avvenuti pubblicamente alla presenza della comunità dei sordi, Tarcisio Bertone risponde affermando di condividere con il vescovo della diocesi «the hope that the Church will be spared any undue publicity from this matter» (la speranza che alla Chiesa venga evitata eccessiva pubblicità riguardo a questo caso).

### La controversia sul Terzo Segreto
Dopo la pubblicazione del libro di Bertone, L'ultima veggente di Fatima, edito da Eri-Rizzoli nel 2007, il giornalista italiano Antonio Socci ha pubblicato un articolo intitolato: Caro Cardinale Bertone, chi è – tra lei e me – che mente sapendo di mentire? nel quale denuncia le attività del Cardinale Bertone in merito al presunto occultamento di un testo del Terzo Segreto di Fatima.

### Pedofilia nel clero: ricorso alla Corte penale internazionale
Nel settembre del 2011 il gruppo di associazioni delle vittime dei preti pedofili Snap (Survivors network of those abused by priests) e il Centro per i diritti costituzionali (Center for Constitutional Rights) hanno depositato presso la Corte penale internazionale dell'Aia un ricorso in cui accusano papa Benedetto XVI, il segretario di Stato cardinale Tarcisio Bertone, il suo predecessore, il cardinale Angelo Sodano e il prefetto della Congregazione per la Dottrina della Fede, cardinale William Levada, di crimini contro l'umanità per la presunta copertura dei reati commessi da sacerdoti contro i minori.
Nel febbraio del 2012 l'accusa viene ritirata in seguito a una notifica da parte dello stesso avvocato Jeff Anderson che aveva cercato d'incolpare Benedetto XVI e i cardinali Bertone, Sodano e Levada. Come ha spiegato l'avvocato della Santa Sede Jeffrey S. Lena, la notifica ha provocato «...l'archiviazione immediata della causa, senza che sia necessaria una sentenza in merito emanata dalla corte». Il motivo di tale scelta è spiegato dallo stesso avvocato Lena: «Hanno ritirato tutto perché sapevano che avrebbero perso se avessero continuato a perseguire il caso. Non volevano una pronuncia negativa da parte del giudice» infatti, se si fosse continuato, l'assoluzione avrebbe fatto giurisprudenza.

## Controversie

### Eredità Gerini
Il cardinale Bertone è coinvolto in un procedimento civile che riguarda il lascito ereditario del marchese Alessandro Gerini, che negli anni '90 lasciò ai Salesiani una eredità stimata in oltre 650 milioni di euro. La linea difensiva condotta dall'alto prelato è quella di essere stato indotto con truffa a dare il consenso all'accordo extragiudiziale con gli eredi Gerini per concludere la disputa sull'eredità.

### Vicenda Lux Vide
Il cardinale Bertone, in qualità di presidente della commissione cardinalizia di vigilanza dell'Istituto per le opere di religione (IOR), è stato oggetto di indagine da parte delle autorità Vaticane per aver dato autorizzazione a sottoscrivere obbligazioni, per un totale di 15 milioni di euro, della società cinematografica Lux Vide diretta dall'amico Ettore Bernabei; operazione che comportò una perdita corrispondente per lo IOR nel bilancio 2014.

### Appartamento in Palazzo San Carlo
Al termine del suo mandato come Segretario di Stato, il cardinale Bertone ha avuto in concessione un appartamento nel Palazzo San Carlo, la cui ristrutturazione è stata in gran parte pagata con 442.000 euro provenienti dalla Fondazione Bambin Gesù che raccoglie denaro da destinare all'omonimo ospedale infantile di Roma. In seguito alle inchieste giornalistiche, il cardinale ha deciso di restituire alla fondazione una analoga somma a titolo di risarcimento per il danno di immagine subito. A marzo del 2016 il Vaticano avrebbe aperto un'inchiesta sulla provenienza dei fondi utilizzati per ristrutturare l'appartamento abitato dal cardinale Bertone. L'attico del palazzo, erroneamente attribuito in uso al cardinale, è condominiale, e aperto a tutti gli abitanti del palazzo. A chiusura dell'inchiesta si è tenuto un processo a carico di Giuseppe Profiti, ex presidente del Bambino Gesù e manager vicinissimo al porporato, e dell'ex tesoriere Massimo Spina, con l'accusa di peculato per distrazione. Il cardinale Bertone non è stato indagato né rinviato a giudizio. Al termine del processo Giuseppe Profiti è stato condannato a un anno di reclusione, mentre Massimo Spina è stato assolto.

## Genealogia episcopale e successione apostolica
La genealogia episcopale è:
- Cardinale Scipione Rebiba
- Cardinale Giulio Antonio Santori
- Cardinale Girolamo Bernerio, O.P.
- Arcivescovo Galeazzo Sanvitale
- Cardinale Ludovico Ludovisi
- Cardinale Luigi Caetani
- Cardinale Ulderico Carpegna
- Cardinale Paluzzo Paluzzi Altieri degli Albertoni
- Papa Benedetto XIII
- Papa Benedetto XIV
- Cardinale Enrico Enriquez
- Arcivescovo Manuel Quintano Bonifaz
- Cardinale Buenaventura Córdoba Espinosa de la Cerda
- Cardinale Giuseppe Maria Doria Pamphilj
- Papa Pio VIII
- Papa Pio IX
- Cardinale Gustav Adolf von Hohenlohe-Schillingsfürst
- Arcivescovo Salvatore Magnasco
- Cardinale Gaetano Alimonda
- Cardinale Agostino Richelmy
- Vescovo Giuseppe Castelli
- Vescovo Gaudenzio Binaschi
- Arcivescovo Albino Mensa
- Cardinale Tarcisio Bertone, S.D.B.

La successione apostolica è:
- Cardinale Mauro Piacenza (2003)
- Vescovo Luigi Ernesto Palletti (2005)
- Vescovo Gianfranco Girotti, O.F.M.Conv. (2006)
- Vescovo Antoni Stankiewicz (2006)
- Cardinale Raffaele Farina, S.D.B. (2006)
- Vescovo Carlo Chenis, S.D.B. (2007)
- Arcivescovo Leo Boccardi (2007)
- Arcivescovo Vincenzo Bertolone, S.d.P. (2007)
- Arcivescovo Michele Di Ruberto (2007)
- Vescovo Gaetano Galbusera Fumagalli, S.D.B. (2007)
- Arcivescovo Vito Rallo (2007)
- Vescovo Gianni Ambrosio (2008)
- Arcivescovo Luciano Suriani (2008)
- Arcivescovo Léon Kalenga Badikebele (2008)
- Arcivescovo Frans Daneels, O.Praem. (2008)
- Vescovo Juan Ignacio Arrieta Ochoa de Chinchetru (2008)
- Arcivescovo Miguel Maury Buendía (2008)
- Vescovo Paolo De Nicolò (2008)
- Arcivescovo Bernardito Cleopas Auza (2008)
- Arcivescovo Piergiuseppe Vacchelli (2008)
- Cardinale Luis Francisco Ladaria Ferrer, S.I. (2008)
- Vescovo Ambrogio Spreafico (2008)
- Arcivescovo Martin Krebs (2008)
- Arcivescovo Luigi Bianco (2009)
- Arcivescovo Jan Romeo Pawłowski (2009)
- Arcivescovo Joseph Spiteri (2009)
- Vescovo Mario Toso, S.D.B. (2009)
- Vescovo Jean Laffitte, Comm. l'Emm. (2009)
- Vescovo Giovanni D'Ercole, F.D.P. (2009)
- Arcivescovo Petar Rajič (2010)
- Arcivescovo Piero Pioppo (2010)
- Arcivescovo Novatus Rugambwa (2010)
- Arcivescovo Eugene Martin Nugent (2010)
- Vescovo Valentino Di Cerbo (2010)
- Cardinale Joseph William Tobin (2010)
- Arcivescovo Giorgio Lingua (2010)
- Vescovo Ignacio Carrasco de Paula (2010)
- Vescovo Enrico dal Covolo, S.D.B. (2010)
- Vescovo Mauro Maria Morfino, S.D.B. (2011)
- Vescovo Jan Vokál (2011)
- Vescovo Giuseppe Sciacca (2011)
- Vescovo Barthélemy Adoukonou (2011)
- Vescovo Francesco Cavina (2012)
- Arcivescovo Julio Murat (2012)
- Arcivescovo Luciano Russo (2012)
- Vescovo Edoardo Aldo Cerrato, C.O. (2012)
- Arcivescovo Guido Pozzo (2012)
- Arcivescovo Ettore Balestrero (2013)
- Arcivescovo Michael Wallace Banach (2013)
- Arcivescovo Brian Udaigwe (2013)
- Arcivescovo José Rodríguez Carballo, O.F.M. (2013)